# Selamat (Tenggulun)
Selamat is een bestuurslaag in het regentschap Aceh Tamiang van de provincie Atjeh, Indonesië. Selamat telt 4681 inwoners (volkstelling 2010).